# Rompecabezas de Conway

Piezas utilizadas en el rompecabezas de Conway, una de cada tipo

El rompecabezas de Conway, o bloques-en-una-caja, es un problema de empaquetado que usa bloques rectangulares, inventado por el matemático John Conway. Requiere empaquetar trece bloques de 1×2×4, un bloque de 2×2×2, un bloque de 1×2×2 y tres bloques de 1×1×3 en una caja de 5×5×5.

## Solución

Una posible ubicación para los tres bloques de 1 × 1 × 3. El bloque vertical tiene esquinas que tocan las esquinas de los dos bloques horizontales.

La solución del rompecabezas de Conway es sencilla una vez que se advierte, basado en consideraciones de paridad, que los tres bloques de 1×1×3 deben colocarse de manera que precisamente uno de ellos aparezca en cada sección de 5×5×1 del cubo. Esto es análogo a una visión similar que facilita la solución del rompecabezas de Slothouber-Graatsma más simple.